# 旧埃斯特雷拉
旧埃斯特雷拉是巴西南大河州的一个市镇。总面积281.668平方公里，总人口3659人，人口密度13人/平方公里。